# 克里斯托弗森高地
73°36′S 93°54′W / 73.600°S 93.900°W
克里斯托弗森高地（英語：Christoffersen Heights）是南極洲的高地，位於埃爾斯沃思地，處於瓊斯山中南部，由明尼蘇達大學繪入地圖，現時由南極條約體系管理。